# Hans Bjerg-Pedersen
Hans Bjerg-Pedersen (født 15. september 1944 i Roskilde) er en dansk idrætsleder, der var formand for Divisionsforeningen i fodbold fra 1979 til 1994 og mangeårig formand for Lyngby Boldklub fra 1973 til 1998. En overgang var han desuden næstformand i DBU.. 
Hans Bjerg-Pedersen spillede 600 kampe for Lyngby Boldklub, herunder en enkelt på klubbens førstehold, inden karriereskiftet fra fodboldspiller til fodboldleder. Efter et par mindre lederjob i klubben 1966-72, overtog han formandsposten i 1973. Under hans formandsperiode vandt Lyngby BK to danmarksmesterskaber og to pokalturneringer.

## Divisionsforeningen og DBU
I sin rolle som divisionsformand, var Hans Bjerg-Pedersen med til at stifte den nuværende danske superliga i fodbold i foråret 1991 og medvirkende til at 16 fodboldklubber på daværende tidspunkt blev sendt ud af de danske divisioner, fordi man ønskede at koncentrere den samlede økonomi på færre klubber. Efter stiftelsen af Superligaen, var Bjerg-Pedersen én af drivkræfterne bag professionaliseringen af dansk fodbold, bl.a. gennem en årlig aftale mellem TV 2 og de bedste danske klubber i perioden 1990-1995, der indbragte klubberne 15 millioner kr. årligt.
Som næstformand i DBU var Hans Bjerg-Pedersen notorisk imod, at Richard Møller Nielsen skulle afløse Sepp Piontek som fodboldlandsholdets træner i 1991, og med støtte fra DBU's bestyrelse var han med til at vrage Nielsen til fordel for den tyske klubtræner Horst Wohlers. Da det viste sig at Wohlers ikke kunne løses af sin kontrakt, faldt valget dog i sidste ende på Nielsen igen. Ved en senere lejlighed udtalte Bjerg-Pedersen, at hans (egen) bedstemor havde samme evner til at træne fodboldlandsholdet som Richard Møller Nielsen havde. Til dette svarede Nielsen: "Der falder ikke et eneste blad af et fynsk bøgetræ, blot fordi et svin gnubber sig op af det".
I 1998 blev Hans Bjerg-Pedersen erklæret skyldig i medvirken til forsøg på bedrageri for 300 millioner i forbindelse med en leasingsag med relation til Stein Bagger, og idømt seks måneders fængsel. Siden har han levet et karrieremæssigt tilbagetrukkent liv. I 1999 blev han æresmedlem af Lyngby BK.  